# Semaglutid
Semaglutid er et hormonlignende lægemiddel, udviklet og sælges af Novo Nordisk som Ozempic, Wegovy og Rybelsus, til behandling af type 2-diabetes og til langsigtet vægtkontrol. Det er et peptid, der kemisk ligner hormonet glukagon-lignende peptid-1 (GLP-1) modificeret med bl.a. en sidekæde. Det kan indgives ved injektion under huden (subkutan injektion) eller sluges gennem munden (indtages oralt).
Semaglutid er en agonist for GLP-1-receptoren, hvilket betyder, at det efterligner virkningen af GLP-1 ved at øge insulinsekretionen, sænke blodsukkeret og reducere sult, madtrang og kropsfedt. Semaglutid er indiceret som et supplement til diæt og motion for at forbedre glykæmisk kontrol hos voksne med type 2-diabetes. Semaglutid finder også udbredt brug til vægtkontrol hos voksne med fedme. Bivirkninger omfatter kvalme, opkastning, diarré, mavesmerter og forstoppelse.
Udviklingen af semaglutid er baseret på arbejdet fra biokemikeren Svetlana Mojsov.

## Bivirkninger
Af mulige bivirkninger er der blevet nævnt kvalme, diarré, opkastning, forstoppelse, mavesmerter, hovedpine, træthed, fordøjelsesbesvær, halsbrand, svimmelhed, udspilet mave, bøvsen, hypoglykæmi (lavt blodsukker) hos patienter med type 2-diabetes, flatulens, gastroenteritis og gastroøsofageal reflukssygdom (GERD).

## Virkningsmekanisme
Semaglutid er en agonist for receptoren for glukagon-lignende peptid-1 (GLP-1-R). Ved at efterligne virkningen af glukagon-lignende peptid-1 øger det produktionen af insulin, det hormon, der sænker blodsukkerniveauet. Derudover hæmmer det produktionen af glucagon, det hormon, der virker modsat insulin ved at øge frigivelsen af lagret kulhydrat fra leveren (glykogenolysen) og syntesen af ny glucose (gluconeogenesen). Det sænker appetitten, bremser fordøjelsesprocesserne i maven og hjælper med at reducere kropsfedt.
Semiglutid simulerer kun GLP-1, hvorimod et nyere analogt peptid, tirzepatid (under navnene Mounjaro og Zepbound) imiterer både GLP-1 og glucoseafhængigt insulinotropt polypeptid.

## Biokemi
Semaglutid har stor lighed med humant GLP-1, men med betydningsfulde forskelle. De første seks aminosyrer i GLP-1 mangler. Aminosyrer er skiftet ud (substitueret) i GLP-position 8 og 34 (semaglutidposition 2 og 28), hvor alanin og lysin er erstattet af henholdsvis 2-aminoisosmørsyre (eng. alpha-aminoisobutyric acid) og arginin. Substitutionen af alanin forhindrer den enzymatiske spaltning med dipeptidylpeptidase-4. Lysinen i GLP-position 26 (semaglutid-position 20) har en lang sidekæde, som slutter med 17 carbonatomer og en carboxylgruppe. Dette øger lægemidlets binding til blodproteinet albumin og længere cirkulation, se sammenligning af molekyl-strukturen af GLP-1, liraglutid (en forløber for semaglutid) og semaglutid her.

## Kontrol af fedme
En høj dosis af semaglutid finder udbredt anvendelse til langsigtet vægtkontrol hos voksne med fedme eller overvægt. I Danmark blev der fra juli til september (2022) udskrevet knap 69.000 pakker med Ozempic, hvilket er en enorm stigning fra tidligere og kaldes for et paradigmeskift i fedmebehandlingen.
I USA er efterspørgslen i 2023 nu så stor, at Novo Nordisk ikke kan opfylde efterspørgslen.

## Tilsvarende lægemiddel
Tirzepatid, et tilsvarende lægemiddel er blevet udviklet af medicinalvirksomheden Eli Lilly and Company og markedsføres som Mounjaro til diabetesbehandling og Zepbound til vægttab.